# Alfredo Alcón

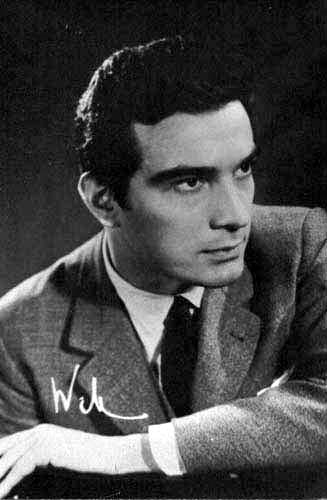
Alfredo Alcón

Alfredo Félix Alcón (* 3. März 1930 in Buenos Aires; † 11. April 2014 ebenda) war ein argentinischer Theater- und Filmschauspieler. Seit seiner ersten Rolle in El amor nunca muere (1955) spielte er in mehr als 50 Filmen und Fernsehserien mit.

## Karriere
Bekannt wurde Alcón unter anderem durch seine Rollen in Filmen unter der Regie von Leopoldo Torre Nilsson bis zu dessen Tod im Jahr 1975: Un guapo del 900 (1960), Martín Fierro (1968), eine Verfilmung von Martín Fierro mit ihm in der namensgebenden Hauptrolle, El santo de la espada (1970) über den General José de San Martín mit ihm in der Hauptrolle, Güemes – la tierra en armas (1971), in dem er die Hauptrolle des Martín Miguel de Güemes übernahm, La Mafia (1972), Los siete locos (1973), das einen Silbernen Bären gewann, Boquitas pintadas (1974) und El pibe Cabeza (1975).

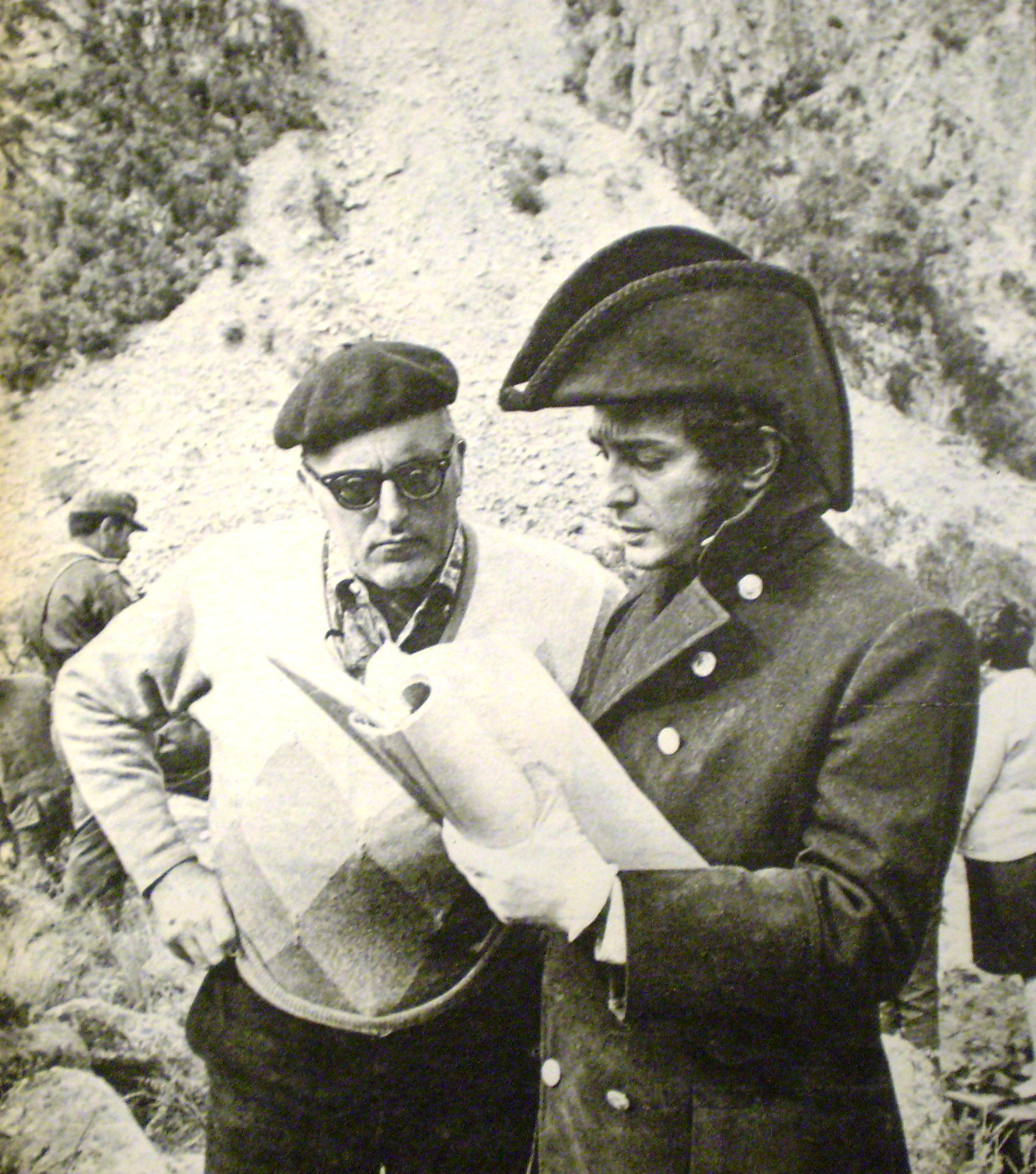
El Santo de la Espada, 1970

## Auszeichnungen
Für seine Rollen erhielt er zahlreiche Auszeichnungen, darunter den Cóndor de Plata als bester Hauptdarsteller 1961 für Un guapo del 900 (1960), 1964 für Los inocentes (1963) und 1969 für Martín Fierro (1968) sowie 2005 den Preis für die Karriere; den Martín-Fierro-Preis 2000 als bester Darsteller in einer Miniserie oder einem Fernsehfilm sowie einen Clarin Entertainment Award für Vulnerables (1999).